# Родники (жилмассив)
Родники (6-й микрорайон) — жилой микрорайон на севере Калининского района Новосибирска.
Застроен в основном типовыми панельными 9-ти и 10-ти этажными домами, встречаются также 17-ти этажные дома. По состоянию на 2015 год самый высокий дом расположен на улице Тюленина, 28 с переменной этажностью в 19—25 этажей.
Изначально, чтобы подчеркнуть название района, в цветовом решении застройки района Родники преобладали белые и голубые тона.

## История
Застройка микрорайона началась в 1980-х годах. Первый дом был сдан в 1989 году (ул. Кочубея,1). Строительство было остановлено в конце 90-х из-за финансовых трудностей (последние дома построенные для НЗХК ул. Родники,4,6,6/1,10 ул. Свечникова,7,9,9/1), и продолжено позднее по уже изменённому плану.

## Инфраструктура
На территории микрорайона действуют четыре средних общеобразовательных школы (№ 203, № 207, № 211, № 218), 8 детских садов. В настоящий момент построена поликлиника, которая стала самой крупной в городе.

## Улицы

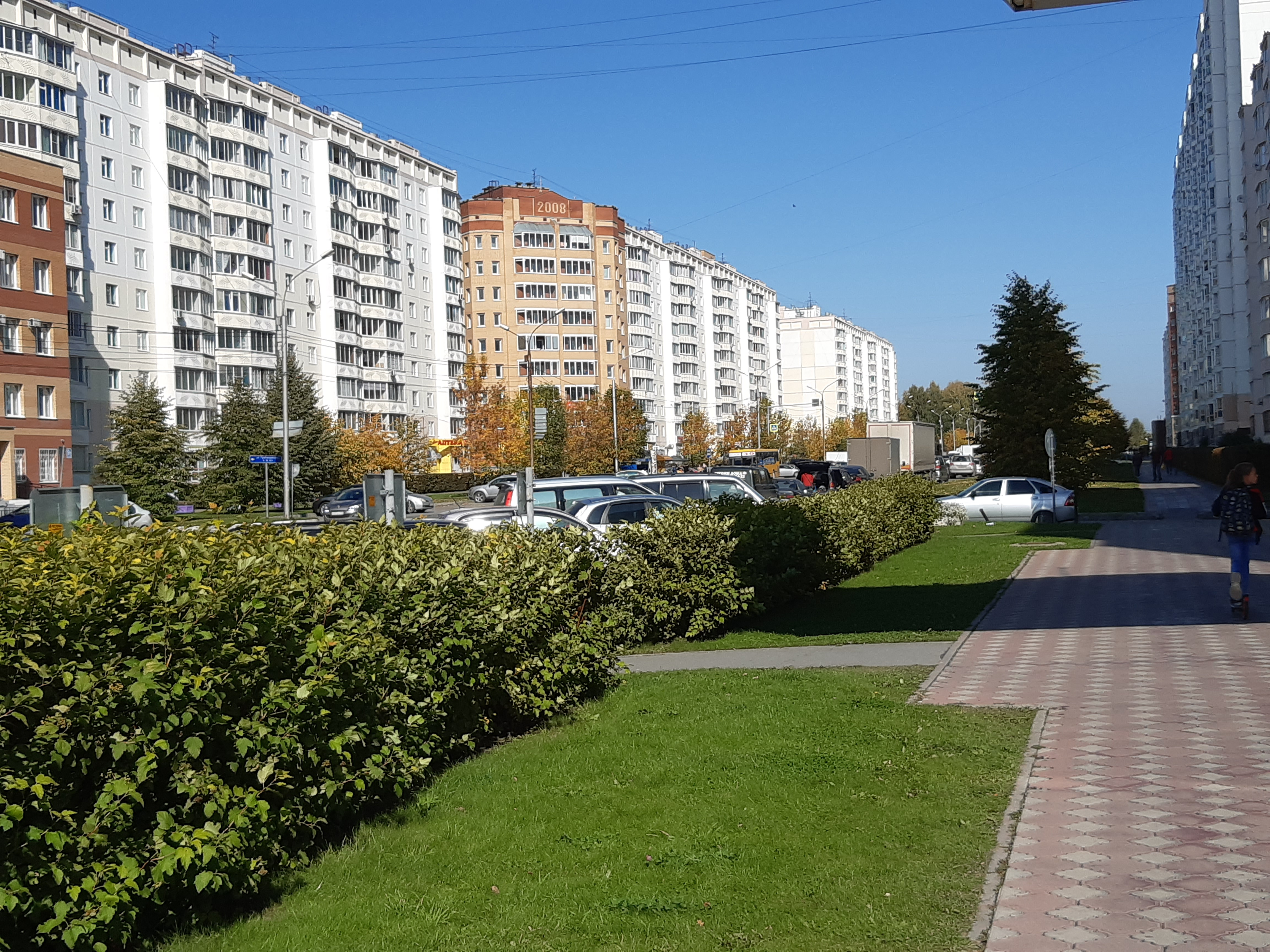
Улица Гребенщикова.

На территории микрорайона расположены десять улиц.
Улица Краузе начинается от перекрёстка улиц Курчатова и Рассветной, расположенных на территории жилмассива Снегири, заканчивается на перекрёстке с Кедровой улицей. По Краузе проходит северная граница Новосибирска.
По улице Мясниковой проходит южная граница жилмассива. Начинается от кольцевого перекрёстка с улицей Курчатова, заканчивается на Т-образном перекрёстке с Красным проспектом.
Улица Кочубея расположена между улицами Краузе и Мясниковой, с которыми образует Т-образные перекрёстки.
Улица Земнухова находится между Краузе и Тюленина.
Улица Родники проходит от Краузе до Тюленина.
Улица Свечникова также расположена между Краузе и Тюленина.
Улица Гребенщикова начинается от перекрёстка с улицы Мясниковой и безымянной дорогой, пересекает Тюленина и образует Т-образный перекрёсток с улицей Краузе.

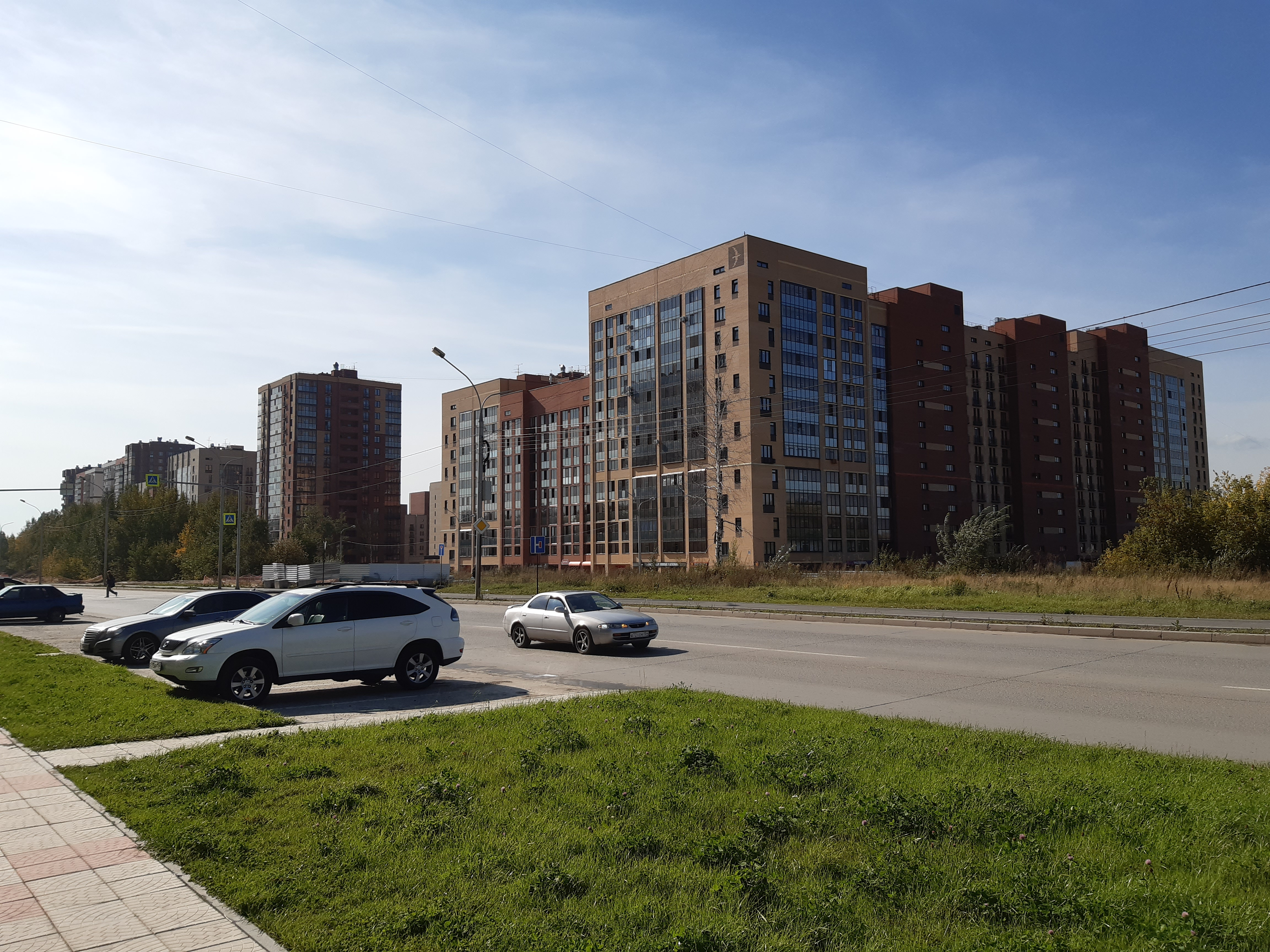
Красный проспект.

Красный проспект образует Т-образный перекрёсток с улицей Краузе. В перспективе должен соединиться с основной частью Красного проспекта, главной улицей Новосибирска, расположенной в Центральном и Заельцовском районах. В 2018 году данная улица жилмассива была официально названа Красным проспектом. Несмотря на то, что главная центральная часть улицы заканчивается зданиями № 230—234, на дорожном участке в Родниках присваиваются адреса от № 310, часть номеров была зарезервирована для будущих зданий проспекта, которые должны появиться на территории бывшего аэропорта Новосибирск-Северный.

### Названия улиц
Некоторые улицы жилмассива носят имена людей, жизнь которых была связана с Новосибирском: улица Свечникова названа в честь бывшего руководителя завода химконцентратов, улицы Гребенщикова и Краузе — в память о пожарных, трагически погибших в октябре 1999 года во время ликвидации возгорания в одной из квартир на улице 25 лет Октября, одной из улиц присвоено имя Героя России Михаила Немыткина.

## Спортивные объекты
На Родниках находятся несколько спортивных объектов разной направленности.
- Спортивный комплекс с залом для фехтования и плавательным бассейном, по адресу ул.Тюленина, 27.
- Школа плавания Дельфин, по адресу ул.Тюленина, 26/1.
- Клуб карате для детей и взрослых, по адресу ул. Краузе, 17/1.
- Оздоровительный центр Bassein.Club, по адресу ул.Краузе, 15, а также Михаила Немыткина, 12.
- Детский бассейн Апельсин, по адресу ул. Красный проспект,313.
- Детский бассейн Жемчужина Elit, по адресу ул.Свечникова, 9/1.
- Тренажерный зал Добрыня, по адресу ул. Михаила Немыткина, 10.
- Фитнес-клуб Alex Fitness, по адресу ул.Тюленина, 17/1.
- Школа современного танца Шаги, по адресу ул. Мясниковой, 6.
- Танцевальная студия Максимум, по адресу ул. Мясниковой, 4/1.
- Ледовая арена Родник, по адресу ул. Тюленина, 10.
- Спортивная секция по тхэквондо Taekwon-do itf, по адресу ул. Тюленина, 10.
- Джампинг-фитнес, по адресу ул. Земнухова, 12/1.
- Спортивный клуб Силуэт, по адресу ул. Играская, 14а к1.
- Бойцовский клуб каратэ киокушинкай и кикбоксинга San-rindojo, по адресу ул. Тамбовская 41а.
- Студия растяжки и фитнеса, Lady stretch, по адресу ул.Красный проспект, 310.
- Студия растяжки и фитнеса, Art force, по адресу ул. Тюленина, 26.
- Тренажерный зал, Feroom, по адресу ул. Мясниковой, 16.

В ноябре 2023 года стало известно о возобновлении строительства ледового комплекса, который, согласно проекту, должен находиться между улицей Тюленина и Красным проспектом. Ранее сообщалось, что ледовый дворец будет построен в 2023 году, к молодежному чемпионату мира по хоккею, который должен был пройти в Новосибирске. Застройщиком спорткомлекса значился ООО “Завод “Металл-Сервис”. Своим проектом “с серьезной социальной направленностью” называл строящийся объект депутат Заксобрания НСО и основатель собственной строительной компании Илья Поляков. За 1,5 месяца до даты окончания строительства было объявлено, что мэрия Новосибирска выдала новое разрешение на строительство объекта на данном участке. Новое разрешение действует до 13 марта 2025 года. 
Строить спорткомплекс с ледовой ареной на Родниках теперь разрешили ООО «СЗ «Самоцветы» из Кемерова. От предыдущей компании-застройщика новому подрядчику остались только сваи. 

## Религия
В 2017 году в микрорайоне была открыта православная Церковь святого апостола Андрея Первозванного. Построена в 2012—2017 годы по проекту П. А. Чернобровцева. Церковь построена в неорусском стиле, который был распространён в начале XX века. Интерьер оформлен в технике византийских зодчих.

## Транспорт
На территории микрорайона проходит несколько маршрутов автобусов и маршрутных такси (16 маршрутов), и один троллейбусный маршрут (24). Имеется 12 остановок общественного транспорта.
Одна из проблем жилмассива — транспортные заторы в утренние часы на дорогах, связывающих Родники с площадью Калинина: в районе Северного посёлка, на Мочищенском шоссе и улице Богдана Хмельницкого.

## Известные жители
- Шура (род. 20 мая 1975 года) — российский эстрадный певец, автор песен. Первоначально жил на улице Новая Заря, затем переехал в Родники на улицу Кочубея, 1, где жила его бабушка[13].